# Český Dub III
Český Dub III, Dolní Předměstí, je část města Český Dub v okrese Liberec. Je zde evidováno 117 adres. Trvale zde žije 291 obyvatel.
Český Dub III leží v katastrálním území Český Dub o výměře 9,04 km2.

## Galerie

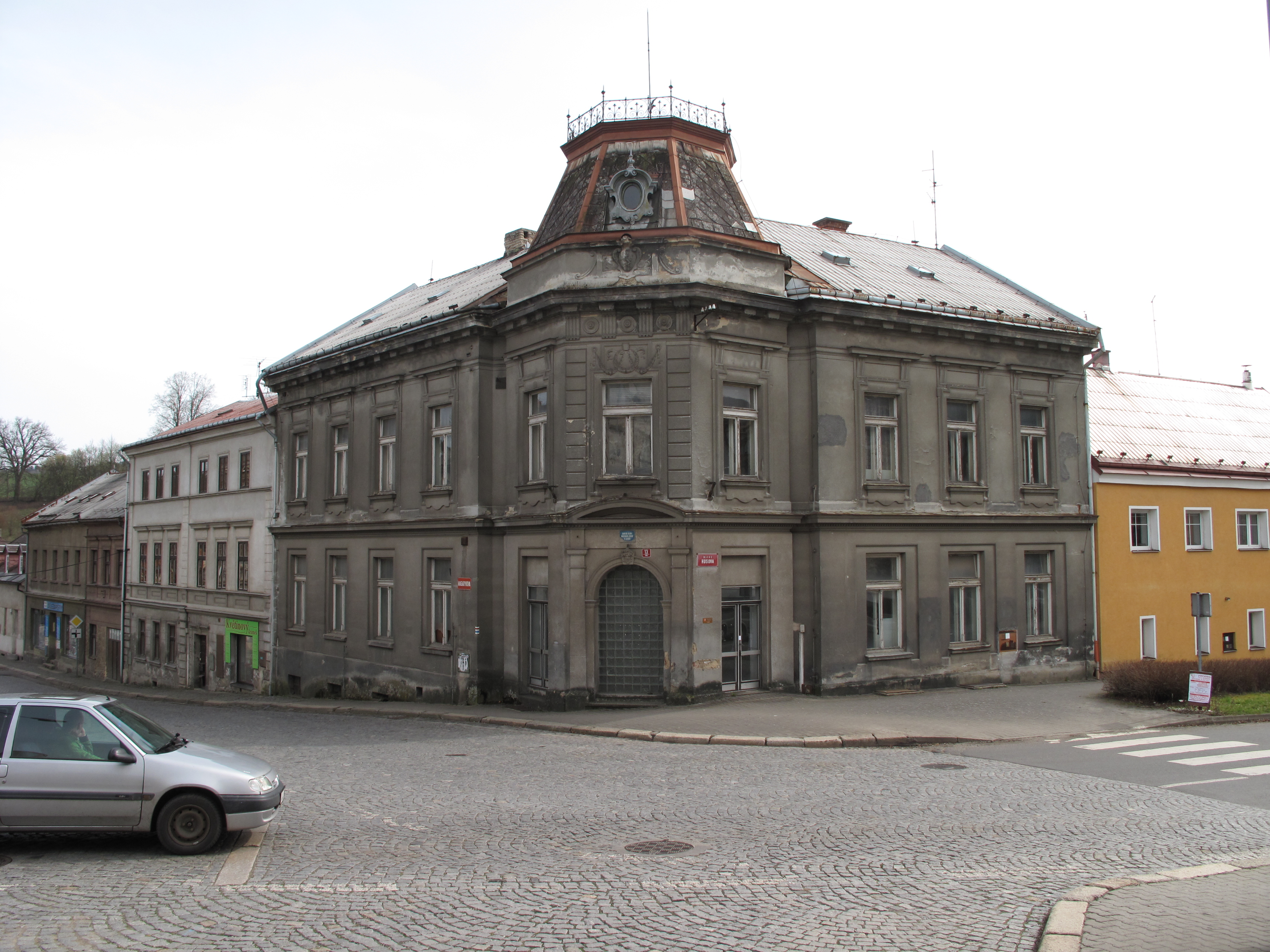
Dům na křižovatce ulic Masarykova a Husova
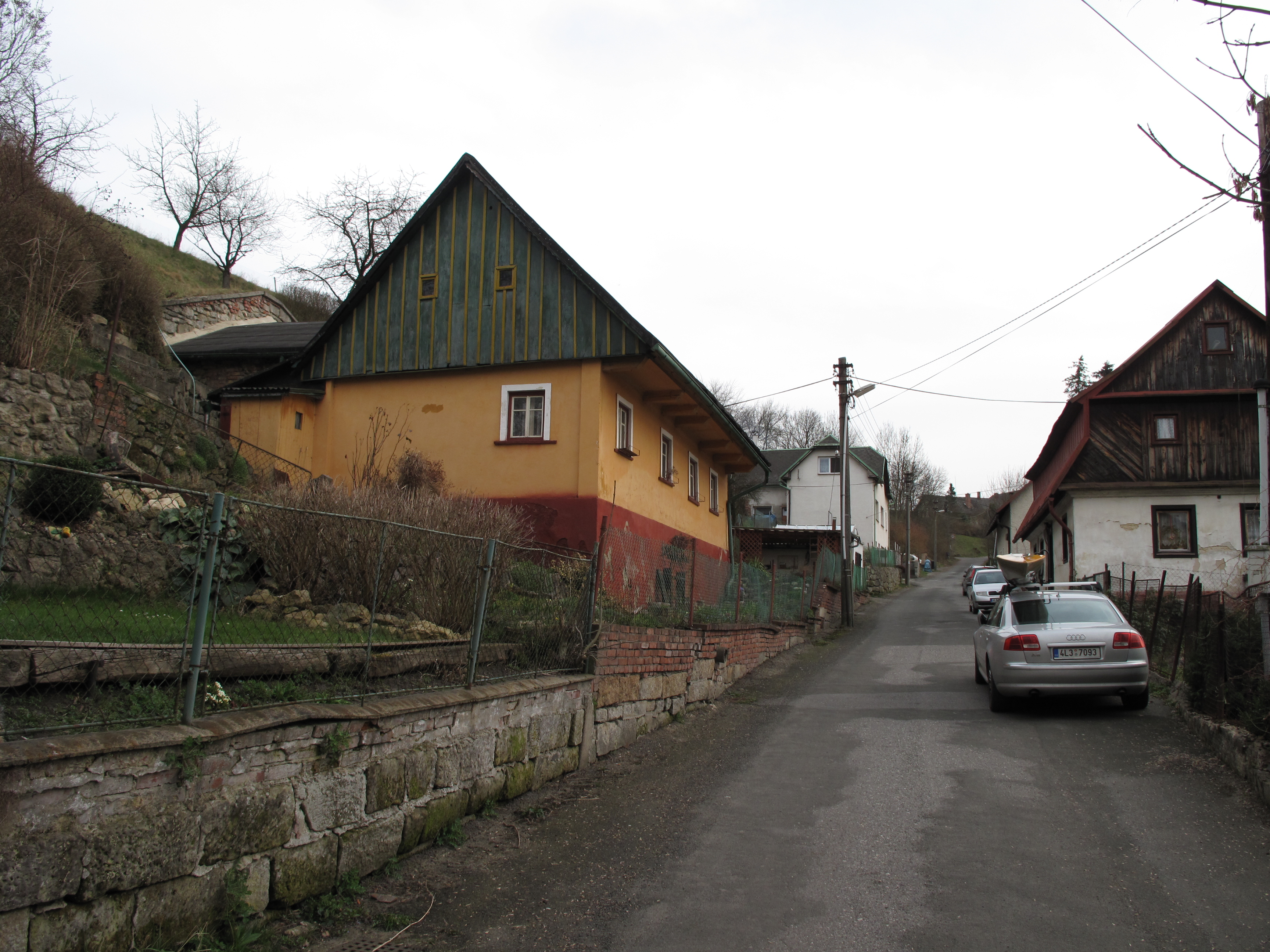
Domy v ulici Prouskova
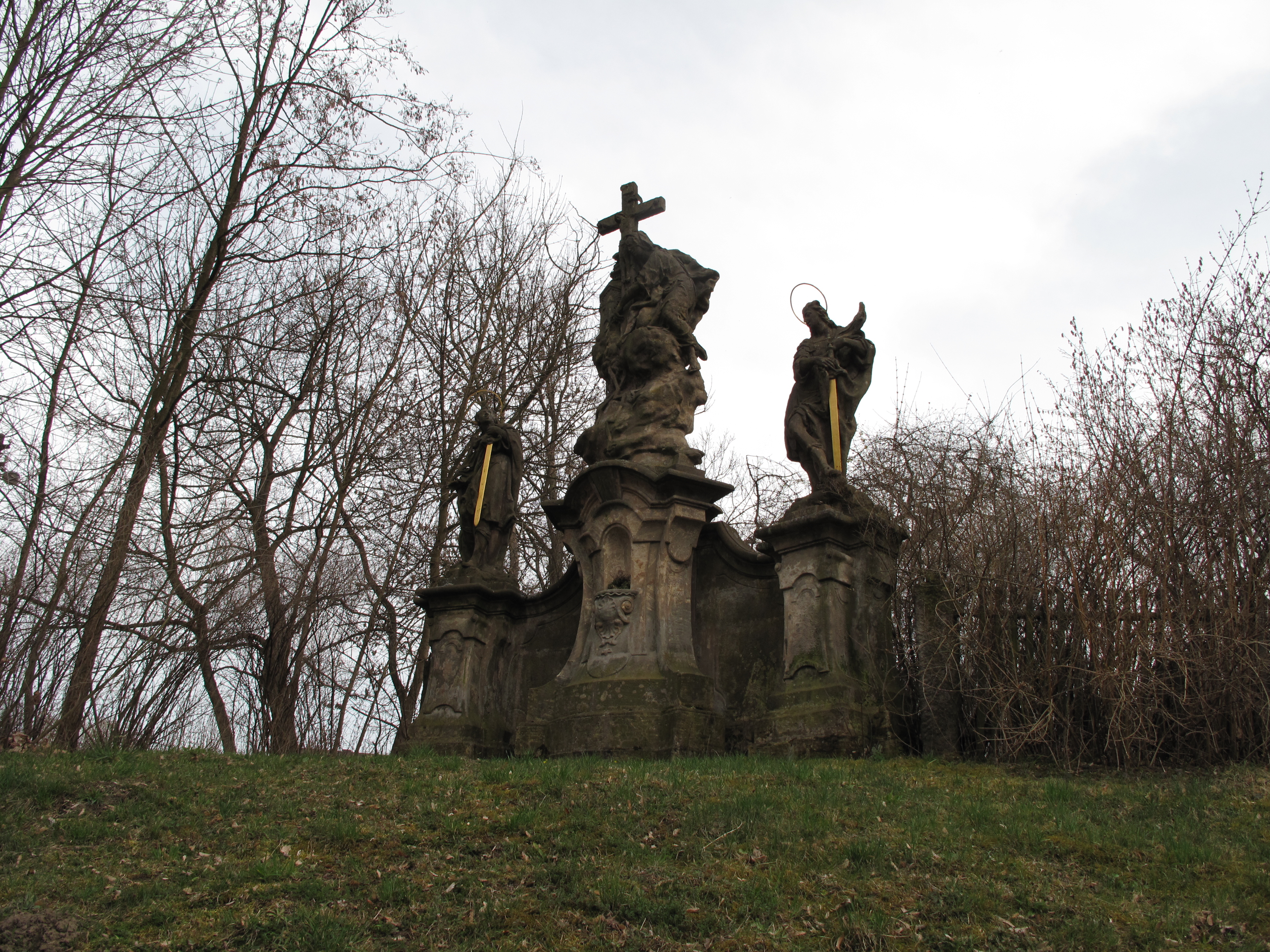
Sousoší Víry
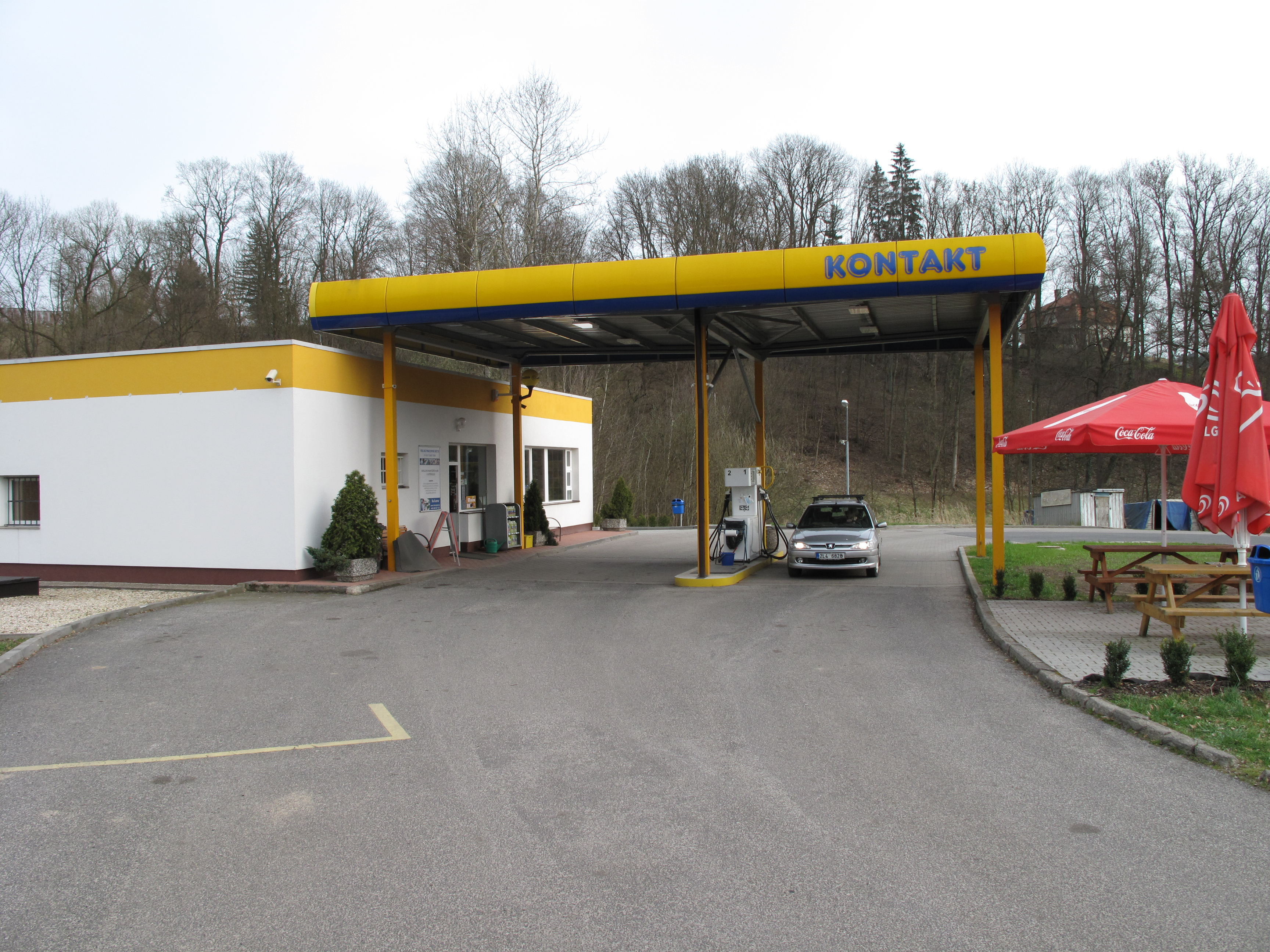
Čerpací stanice
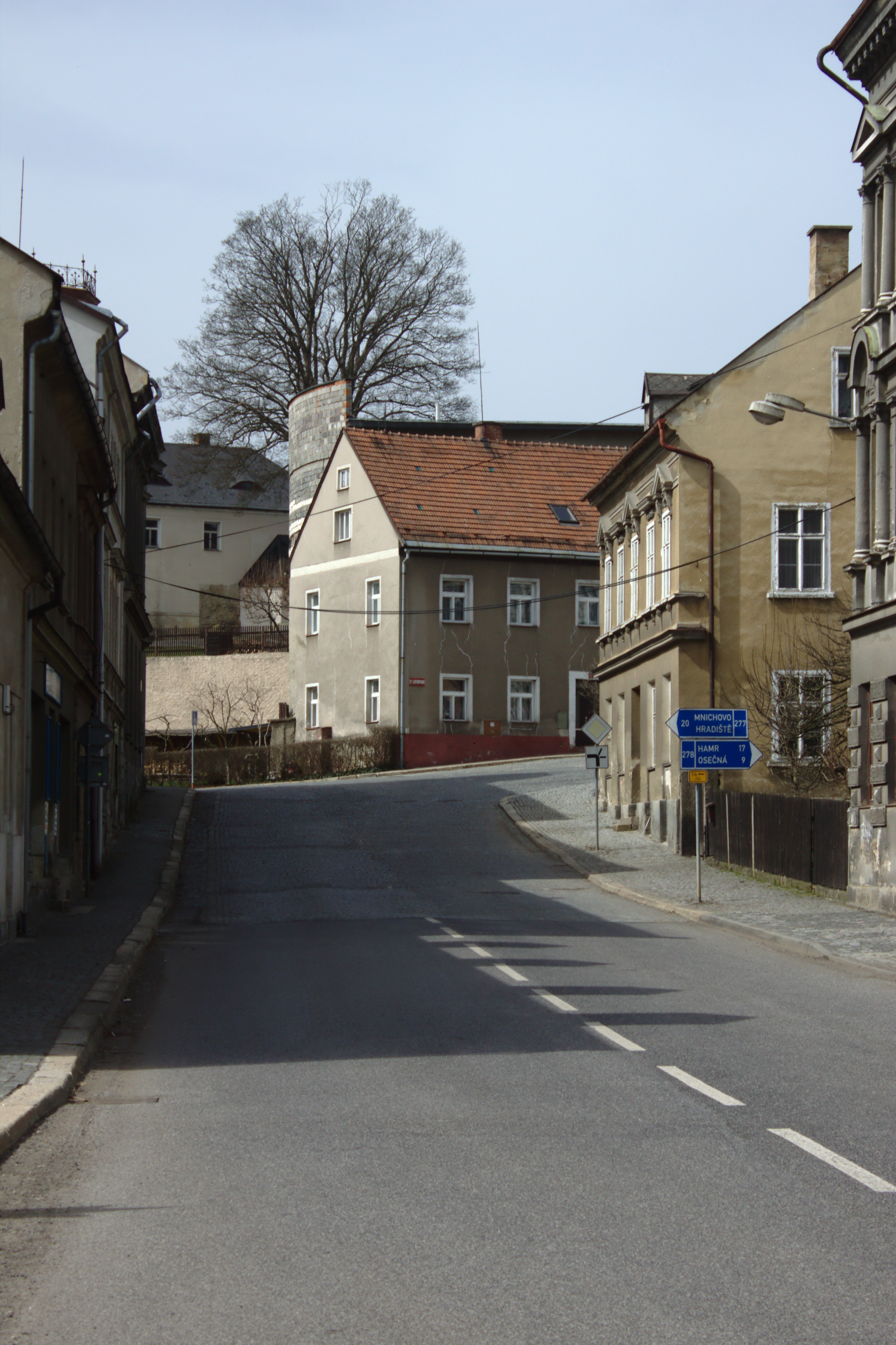
Ulice Masarykova ve směru Husova
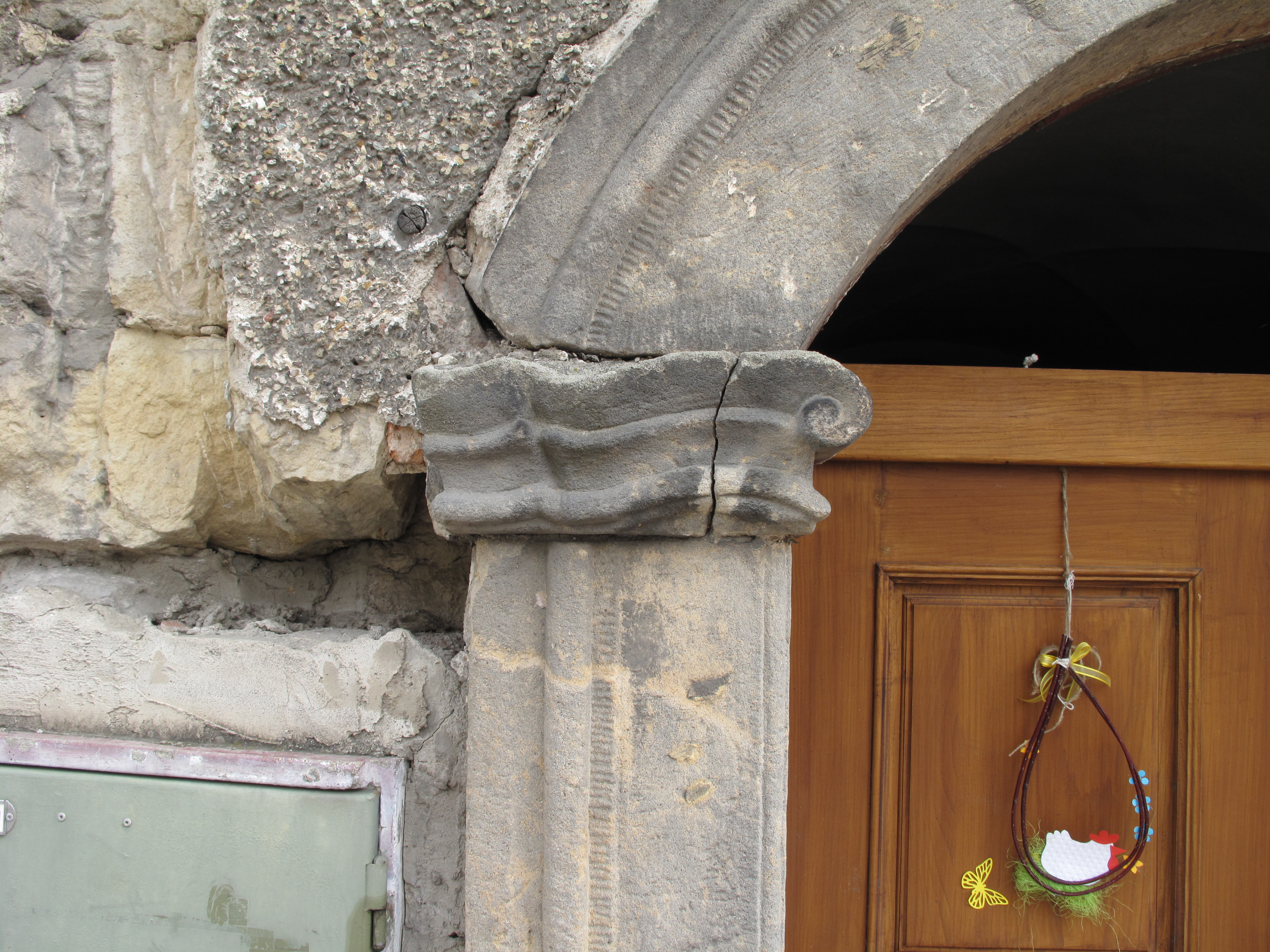
Ostění na domě v Husově ulici
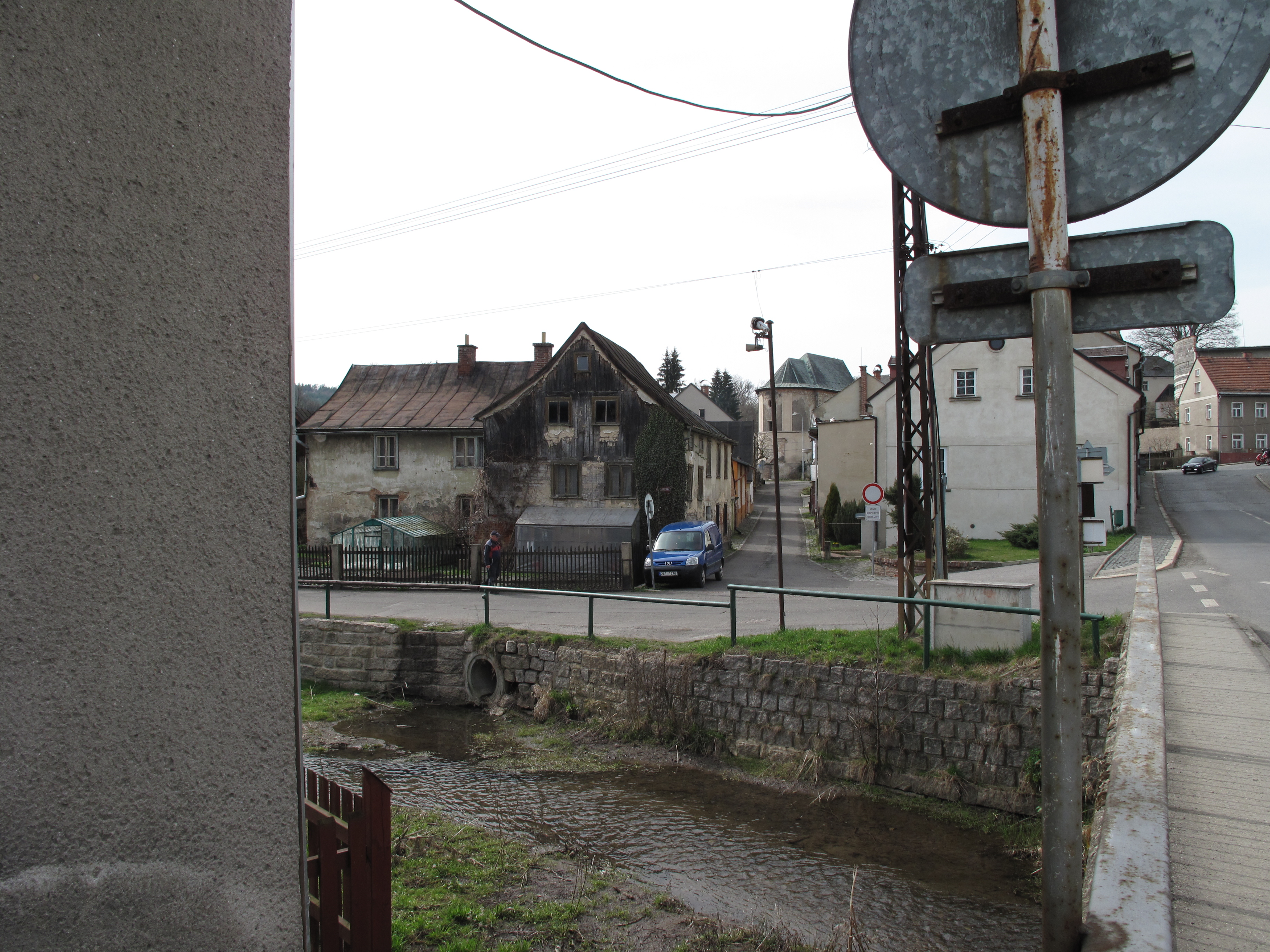
Vodní tok Rašovka a ulice Na Barevně, Boženy Němcové, Masarykova